# リーフ式サスペンション

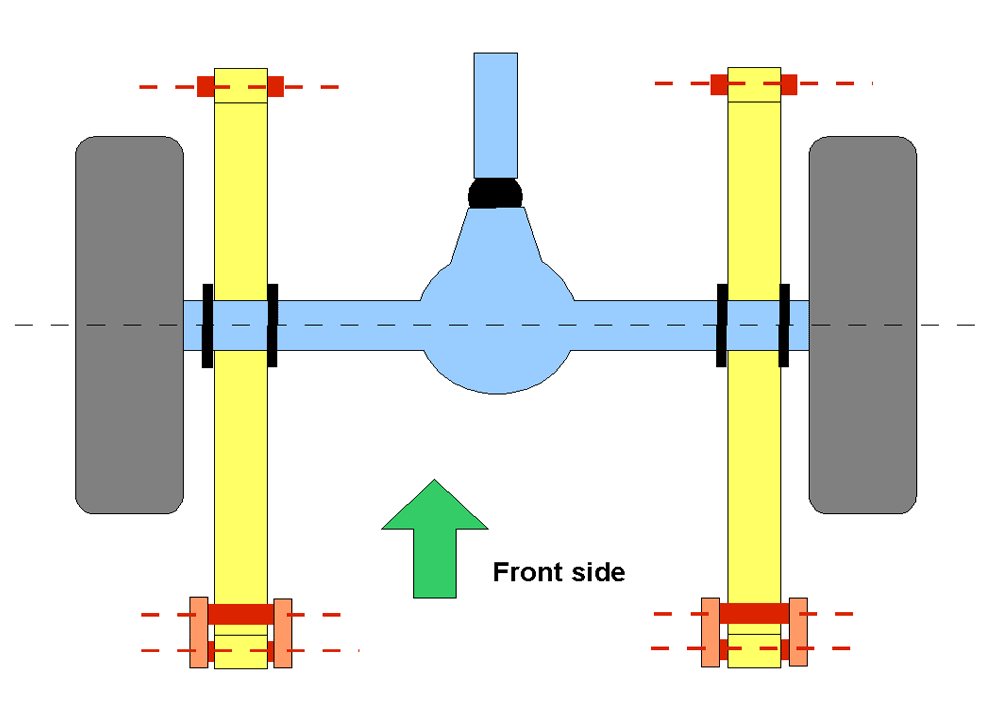
半楕円リーフリジッドサスペンション（駆動軸）

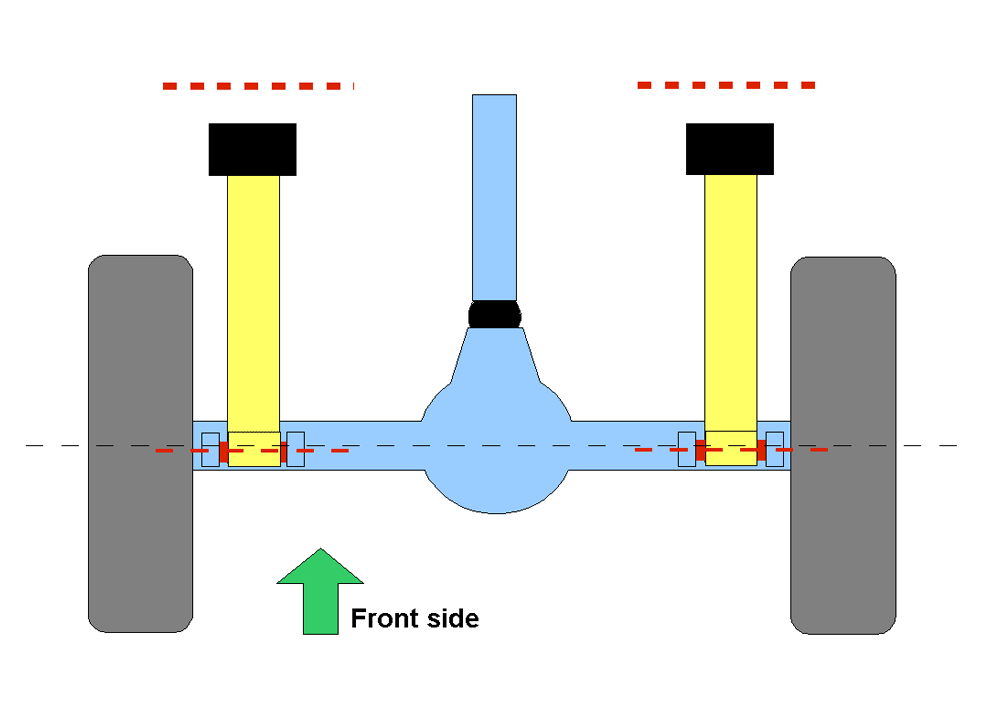
1/4楕円リーフカンチレバーサスペンション（駆動軸）

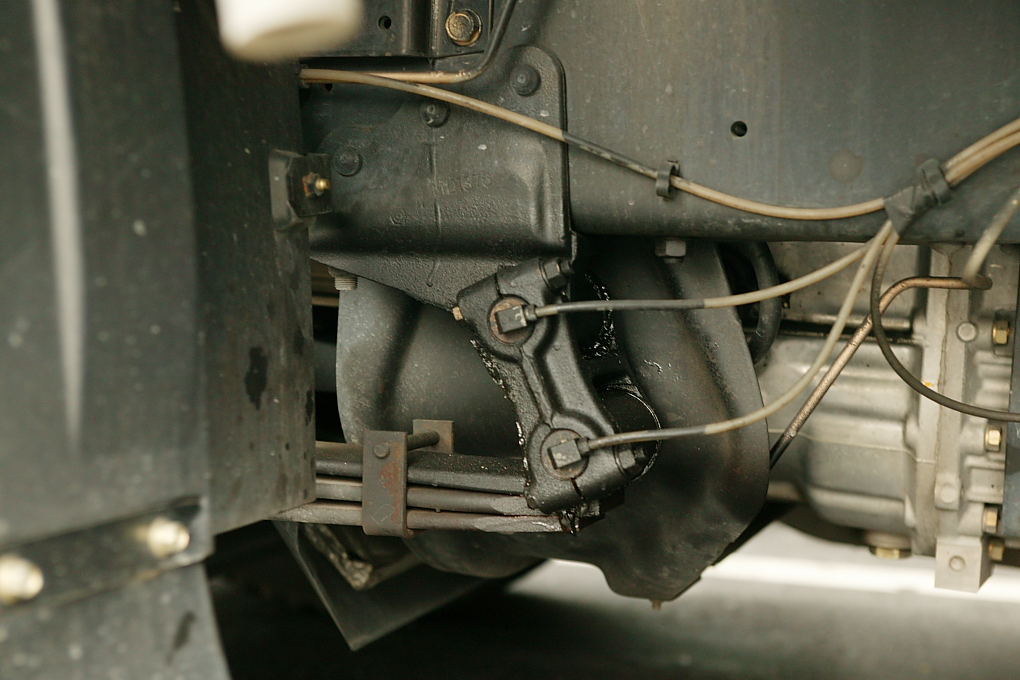
等長リーフスプリングとシャックル

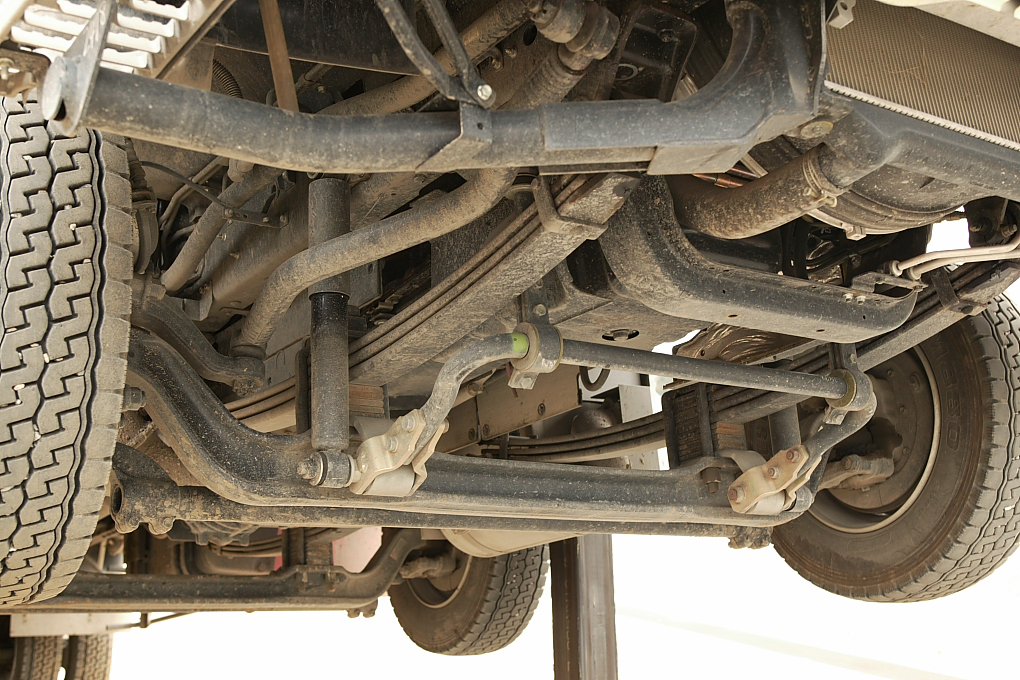
I ビームを用いたリーフリジッドアクスル

リーフ式サスペンション（リーフしきサスペンション、Leaf suspension）は、車台と車軸をつなぐサスペンション方式の一種で、リーフスプリング（重ね板ばね）により車台を支えるものをいう。
リーフスプリングを車台の支持に用いるサスペンションには多くの種類があるが、本項ではリンク（ロッド）やアームではなく、板ばねで直に固定車軸の位置決めを行う形式について述べる。
この項では主に自動車用のものについて述べるが、戦車の転輪など無限軌道にも使用例がある。

## 概要
構造が単純かつ堅牢（頑丈）であり、ほかの方式に比べ安価であるため、自動車では主にトラックやバス（とりわけ路線バス）などの大型自動車、小型商用車（特に軽トラックや小型トラック）に使用される。1970年代後半まではカローラやサニー、ランサー、コロナ、ブルーバードなどの小型乗用車の後輪部に、1980年代前半まではダイハツ製の一部の軽乗用車（例・2代目クオーレ）および小型乗用車の初代シャルマンに、1980年代後半まではスズキ製の一部の軽乗用車（例・6代目フロンテの前期モデル、2代目セルボ）および小型乗用車のカルタスなどの前輪駆動車の後輪に一枚リーフ板ばねを用いていた。コストが低く性能上も十分とされ、平成年代に入ってもトヨタがライトバンおよびその派生ワゴンに多数採用していたが、重量、ロードホールディング、乗り心地で他のばねに劣ることと、営業上の理由からその後取りやめている。
この方式の構造上、ばねの振れ幅分のストロークしか取れず、また車軸を押さえるものがばねであるため、ロール時など左右のたわみ量が異なる場合、車軸のずれも左右で異なりアクスルステアが発生する欠点を持つなど乗り心地や操縦安定性に劣ることなどから最近の乗用車ではごく一部のオフロード向け四輪駆動車とビジネス用バン（両者とも堅牢性を買われ後輪に採用されている）を除いてもはや使用されないものとなった。バスでも近年は路線バスにおいてはバリアフリー化や乗降性、走破性、乗り心地の確保などの観点（ニーリングおよびリフトアップ機構の装備）から空気ばね（エアサスペンション）を採用する車種が増え、2015年現在では、リーフ式サスペンションを採用する大型バスは一部の特注車を除いて、すべて生産終了となっており、2000年代以降は小型車である初代日野・ポンチョや、一部のマイクロバスに限られる。
2021年現在、日産・NV200バネットワゴンの前輪駆動仕様が、またボルボ・V60、V90シリーズのリアサスペンション（グラスファイバーなど複合素材を用いた板ばねを横置きに配置）が乗用車として数少ないリーフサスペンション車となっている。

## 構造
リーフ式サスペンションは車両用では板ばねを数枚重ねたものが一般的で、最も長いばねを親ばねと呼ぶ。親ばねの両端は、後述のピボットやシャックルの軸を受けるブッシュを包み込む形に丸め加工されており、これをアイ（目玉）と呼ぶ。このばねを平面視で車体中心線と並行、あるいは並行に近い角度で配置し、一端を固定軸であるピボットで支持し、他端はばねのたわみによるアイ間の長さ変動を吸収するため、シャックルと呼ばれるリンクで車台に吊られる。弓形になった板ばねのほぼ中央に固定車軸を固定するが、板ばねの位置は車軸の上に来る「オーバースラング」と下側の「アンダースラング」とがあり、車両メーカーの都合や用途により使い分けられている。アフターマーケットでは車軸位置の上下を入れ換えて車高を下げる「フリップキット」もある。これは主にトヨタ・ハイエースや日産・キャラバンといった車種のカスタムでよく使われる。
ばね自体がアクスルの位置決めリンクを兼ねるため、通常は補助リンクの必要が無く簡素な構成となる。ただし、極端にばね定数が低い場合、駆動トルク、反トルクがもたらすアクスルハウジングの前後回転運動によるリーフスプリングのワインドアップが起こる。この現象は側面視でアクスルを中心にリーフスプリングがS字状に変形するもので、その場合、ばねとしての働きがなくなるばかりか折損の危険も有り得るため、これを防ぐ目的で、前後方向にトルクロッド、トルクアームが追加された車種がある。

## 戦車におけるリーフ式サスペンション
ヴィッカース 6トン戦車に採用されたことにより、ボギー式のリーフ式サスペンションは軽戦車に多数採用されることとなった。ナチス・ドイツの中戦車IV号戦車もその一つである。それに対してナチス・ドイツのII号戦車はボギー式ではないリーフ式サスペンションを採用した。リーフ式サスペンションは重量がました第二次世界大戦中期以降の30トン級戦車における採用はない。